# Il dio del massacro
Il dio del massacro (Le Dieu du carnage), a volte tradotto anche come Il dio della carneficina, è una commedia della drammaturga francese Yasmina Reza, portata al debutto a Zurigo nel 2006. La commedia narra dell'incontro di due famiglie, riunitesi per discutere, con la dovuta buona creanza ed educazione, sul fatto che il figlio di una delle due abbia picchiato con un bastone quello dell'altra coppia. Tuttavia, man mano che il tempo passa, la discussione degenera e le buone maniere vengono presto dimenticate.

## Trama
Ferdinand Reille, un bambino di undici anni, colpisce al volto con un bastone Bruno Houllié, un suo coetaneo, in seguito a un alterco, rompendogli due incisivi, poiché quest'ultimo non voleva che Ferdinand facesse parte della sua “gang”, accusandolo di essere un traditore. Così, per chiarire cosa fosse avvenuto tra i figli, i signori Houllié invitano i coniugi Reille a casa propria per discutere dell'accaduto pacificamente.
I genitori di Bruno sono Véronique (grande appassionata d'arte e fotografia, saggista momentaneamente occupata sulla scrittura su un libro circa le problematiche del Darfur) e Michel Houllié (grossista di articoli casalinghi con una madre molto malata), mentre quelli di Ferdinand sono Annette (una consulente patrimoniale) e Alain Reille (un avvocato al momento impegnato a difendere una casa farmaceutica che ha rilasciato un farmaco dagli effetti collaterali nocivi).
Purtroppo le buone intenzioni iniziali finiscono presto nel dimenticatoio e scoppiano risse e liti sia tra le due famiglie, sia tra marito e moglie. Così, intervallate da qualche raro momento di tranquillità, scoppiano quattro ondate di scoppi d'ira e diatribe, in cui si discute animosamente anche di tematiche come l'omofobia, il sessismo e il razzismo. Uno dei momenti più drammatici dell'intera commedia è quando Annette, colta da una crisi di nervi, vomita sul tavolino del salotto dei Houllié, interamente ricoperto di libri costosi.

## Storia degli allestimenti
La commedia ha debuttato a Zurigo l'8 dicembre 2006, con la regia di Jürgen Gosch. Nel gennaio 2008 lo spettacolo è stato realizzato a Parigi con Isabelle Huppert e Eric Elmosnino; il 25 marzo dello stesso anno, lo spettacolo ha aperto i battenti a Londra, con la traduzione in lingua inglese a cura di Christopher Hampton in scena al Gielgud Theatre nel West End. Il cast originale di questa produzione, diretta da Matthew Warchus, comprendeva: Ralph Fiennes, Tamsin Greig, Janet McTeer e Ken Stott. La produzione londinese della commedia ha avuto un grande successo, tanto da vincere l'Olivier Award per il miglior nuovo spettacolo nel 2009.
Dopo alcune modifiche minori al testo, la commedia ha debuttato a Broadway, al Bernard B. Jacobs Theatre, il 22 marzo 2009. Tra queste modifiche apportate al testo la più importante è, senz'altro, la traduzione in lingua inglese dei nomi di tutti i personaggi tranne Annette: Veronica (Véronique), Michael (Michel), Allan (Alain), Benjamin (Ferdinand) e Henry (Bruno); inoltre, la storia è stata ambientata a Brooklyn.
Originariamente, lo show sarebbe dovuto rimanere in scena fino al 19 giugno 2009 ma poi, a causa dello straordinario successo ottenuto, la data di chiusura fu rinviata al 28 febbraio 2010 e, infine, al 6 giugno 2010. Il cast originale, ancora una volta diretto da Matthew Warchus, comprendeva: Jeff Daniels, Hope Davis, James Gandolfini e Marcia Gay Harden; tutti e quattro sono stati nominati al Tony per le loro performance, ma solo la Harden lo ha vinto. Allo scadere dei rispettivi contratti, i quattro attori sono stati rimpiazzata da Ken Stott (presente anche nella produzione londinese), Christine Lahti, Jimmy Smits, Annie Potts (al suo debutto a Broadway), Jeff Daniels (interpretando Michael e non Alan, come aveva fatto a Londra), Janet McTeer (presente anche nella produzione londinese), Dylan Baker e Lucy Liu (al suo debutto a Broadway). La produzione di Broadway ha chiuso il 6 giugno 2010 dopo 24 anteprime e 452 repliche regolari. La produzione ha ricevuto critiche miste. Brendan Lemon del Financial Times ha definito la commedia “uno spettacolo arrogante e superficiale”, aggiungendo “ho detestato la complicità che l'autore ha creato con il pubblico. Mentre uscivo dal teatro ho pensato: “non riderò mai più””.
In Italia la commedia è stata messa in scena per la prima volta nel gennaio 2009 con il titolo Il dio della carneficina, prodotta da Nuovo Teatro – Gli Ipocriti in collaborazione con il Teatro Eliseo, regista Roberto Andò e interpreti un quartetto di grandi attori: Anna Bonaiuto (Véronique), Alessio Boni (Alain), Michela Cescon (Annette) e Silvio Orlando (Michel). Lo spettacolo debuttò il 6 gennaio ad Ascoli Piceno, poi iniziò una lunga tournée e fu ripreso la stagione successiva. In concomitanza con quell'allestimento, l’editore Arcadia & Ricono diede alle stampe il testo, tradotto da Alessandra Serra. Nell'agosto 2011, quando la versione cinematografica di Polanski fu presentata al festival di Venezia, l'editore Adelphi ripubblicò il testo con il titolo di Il dio del massacro e una nuova traduzione.

## Versione cinematografica
Roman Polański ha diretto nel 2011 una versione cinematografica de Il dio del massacro, intitolata Carnage. Pur non avendo, Roman Polanski, il permesso di entrare negli Stati Uniti, il film è stato ambientato a Brooklyn, così come lo spettacolo di Broadway da cui è stato tratto. Jodie Foster e John C. Reilly sono Penelope e Michael (la versione adattata di Véronique e Michel), mentre Christoph Waltz e Kate Winslet interpretano Alan e Nancy (ossia Alain e Annette).

## Riconoscimenti
- 2008 – Premio Molière
  - Migliore attrice non protagonista per Valérie Bonneton
- 2009 – Premio Laurence Olivier
  - Migliore commedia

- 2009 – Tony Award
  - Migliore opera teatrale
  - Miglior regia di un'opera teatrale per Matthew Warchus
  - Miglior attrice protagonista in un'opera teatrale per Marcia Gay Harden
  - Candidatura per la miglior attrice protagonista in un'opera teatrale per Hope Davis
  - Candidatura per il miglior attore protagonista in un'opera teatrale per James Gandolfini
  - Candidatura per il miglior attore protagonista in un'opera teatrale per Jeff Daniels